# Валлевиль
Валлеви́ль (фр. Vallesvilles, окс. Bèlasvilas) — коммуна во Франции, находится в регионе Юг — Пиренеи. Департамент — Верхняя Гаронна. Входит в состав кантона Ланта. Округ коммуны — Тулуза.
Код INSEE коммуны — 31567.

## География
Коммуна расположена приблизительно в 590 км к югу от Парижа, в 17 км к востоку от Тулузы.

## Климат
Климат умеренно-океанический. Зима мягкая и снежная, весна характеризуется сильными дождями и грозами, лето сухое и жаркое, осень солнечная. Преобладают сильные юго-восточные и северо-западные ветры.

## Население
Население коммуны на 2010 год составляло 376 человек.
| 1962 | 1968 | 1975 | 1982 | 1990 | 1999 | 2010 |
| ---- | ---- | ---- | ---- | ---- | ---- | ---- |
| 200  | 194  | 205  | 215  | 332  | 291  | 376  |

## Администрация
| Период | Период | Фамилия              | Партия        | Примечания |
| ------ | ------ | -------------------- | ------------- | ---------- |
| 1953   | 1977   | Жан Ламар            | Разные правые |            |
| 1977   | 2001   | Анри де Крузе-Зебель | Разные правые |            |
| 2001   | 2014   | Эдит Медаль          | Разные правые |            |
| 2014   | 2020   | Николь Дюри          |               |            |

## Экономика
В 2010 году среди 249 человек трудоспособного возраста (15—64 лет) 196 были экономически активными, 53 — неактивными (показатель активности — 78,7 %, в 1999 году было 75,6 %). Из 196 активных жителей работали 186 человек (102 мужчины и 84 женщины), безработных было 10 (5 мужчин и 5 женщин). Среди 53 неактивных 15 человек были учениками или студентами, 23 — пенсионерами, 15 были неактивными по другим причинам.

## Фотогалерея
- Мэрия
- Церковь Св. Мартина